# Gianluca Lulli
Gianluca Lulli (Palestrina, 21 aprile 1972) è un allenatore di pallacanestro ed ex cestista italiano.

## Carriera
Ala di 196 centimetri, nella sua carriera ha militato con la Virtus Roma, Reyer Venezia, Andrea Costa Imola, Pozzuoli/Napoli e Teramo.
Il suo nome è particolarmente legato alla squadra abruzzese in cui ha giocato più di 10 anni e di cui ne rappresenta lo storico capitano. Il suo arrivo nella squadra biancorossa è stato segnato dalle promozioni che portarono Teramo dalla B1 alla serie A in soli due anni. Resta in biancorosso fino a quando la società, nel 2012, non si iscrive a nessun campionato per problemi economici. Nella stagione successiva firma con quella che resta essere l'unica società teramana ad avere una squadra senior in attività, il Penta Teramo. Al termine del campionato di serie C2 con quest'ultima (conclusasi con la eliminazione nei quarti di finale play-off promozione) dichiara alla stampa la fine della sua carriera sportiva.

## Palmarès
- Coppa Korać: 1

Virtus Roma: 1991-92
- Supercoppa italiana: 1

Virtus Roma: 2000
- Lega Nazionale Pallacanestro: 1

Teramo Basket: 2001-02
- Promozione B1 - A2: 1

Teramo Basket: 2001-02
- Promozione A2 - A1: 1

Teramo Basket: 2002-03